# Emma Gilbert
Emma Gilbert (verheiratet Emma Edgcumbe, Countess of Mount Edgcumbe) (* 28. Juli 1729; † 22. Dezember 1807) war eine britische Adlige.

## Herkunft und Heirat
Emma Gilbert war das einzige Kind des anglikanischen Geistlichen John Gilbert und dessen Frau Margaret Sherard. Ihr Vater wurde 1740 Bischof von Llandaff, 1748 Bischof von Salisbury und 1757 Erzbischof von York. Er starb am 9. August 1761, kurz nach seinem Tod heiratete Emma am 16. August 1761 George Edgcumbe, 3. Baron Edgcumbe.

## Aufstieg zur Countess of Mount Edgcumbe
Zusammen mit ihrem Mann gestaltete Emma Cotehele, den alten Stammsitz der Familie Edgcumbe, als mittelalterlichen Landsitz. Damit wollten sie die alte Abstammung der Familie Edgcumbe verdeutlichen. Im August 1781 besuchten König Georg III. und seine Frau Charlotte Cotehele und Mount Edgcumbe House, wo George Edgcumbe zum Viscount Valletort erhoben wurde. Bei einem weiteren königlichen Besuch wurde ihr Mann 1789 zum Earl of Mount Edgcumbe erhoben. Entsprechend erhielt Emma die Höflichkeitstitel Viscountess Valletort und Countess of Mount Edgcumbe.

## Sonstiges
Emma Gilbert war eine exzentrische Persönlichkeit. Sie soll ein Hausschwein namens Cupid gehalten haben, das auf Mount Edgcumbe mit ihr am Tisch saß und das sie auch mit auf Reisen nach London nahm. Als Cupid starb, ließ Emma es im Park von Mount Edgcumbe begraben. Dazu spielte Emma mit ihren Freundinnen Karten, auch um Geld. Dies verstieß in den 1790er Jahren so gegen die gängigen Moralvorstellungen, dass Emma mehrmals das Ziel von satirischen Darstellungen war. Mehrfach karikierte sie James Gillray, unter anderem unter Anspielung ihres Titels als Witch, upon a mount's Edge.

## Familie
Mit ihrem Mann George Edgcumbe, der 1795 starb, hatte Emma Gilbert einen Sohn:
- Richard Edgcumbe, 2. Earl of Mount Edgcumbe (1764–1839)